# Aspra
Aspra, település Romániában, a Partiumban, Máramaros megyében.

## Fekvése
Erdőszállás mellett fekvő település.

## Története
Aspra korábban Erdőszállás része volt. 1956-ban 120 lakosa volt. 1992-ben 74 román lakosa volt, a 2002. évi népszámláláskor 60 román lakost számoltak össze itt.

## Nevezetességek
- 19. századi ortodox fatemplom